# Tour de Pologne 1972
Tour de Pologne 1972 to 29. edycja wyścigu kolarskiego, która odbyła się w dniach 21–29 lipca 1972. Rywalizację rozpoczęło 115 kolarzy, a ukończyło 68. Łączna długość wyścigu – 1194 km.
W wyścigu nie wystartowali najlepsi polscy kolarze (Szurkowski, Szozda, Barcik, Smyrak, Lis i Stec), brali bowiem udział w wyścigu dookoła Szkocji. W TdP startowało sześć ekip zagranicznych: mocny zespół Hiszpanii, oraz Belgia, Holandia, Austria, Szwajcaria i NRD. Pierwsze miejsce w klasyfikacji generalnej zajął José Luis Viejo (Hiszpania), drugie Tadeusz Mytnik (Flota Gdynia), a trzecie Stanisław Gazda (Start Bielsko).
Sędzią głównym wyścigu był Andrzej Nowak.

## Etapy
| Etap      | Data     | Start - meta                | Długość (km)            | Zwycięzca etapu     | Lider              |
| I etap    | 21 lipca | Warszawa - Puławy           | 121                     | Stanisław Boniecki  | Stanisław Boniecki |
| II etap   | 22 lipca | Puławy – Chełm              | 131                     | Henryk Rasek        | Stanisław Gazda    |
| III etap  | 22 lipca | Białopole – Hrubieszów      | 26 (jazda ind. na czas) | Tadeusz Ochot       | Tadeusz Mytnik     |
| IV etap   | 23 lipca | Hrubieszów – Jarosław       | 146                     | José Luis Viejo     | Tadeusz Mytnik     |
| V etap    | 24 lipca | Czarna - Ustrzyki Dolne     | 165                     | José Luis Viejo     | Jerzy Bylicki      |
| VI etap   | 25 lipca | Sanok - Krynica             | 142                     | Francisco Elorriaga | Horst Wagner       |
| VII etap  | 26 lipca | Krynica                     | 24 (jazda ind. na czas) | Tadeusz Mytnik      | Tadeusz Mytnik     |
| VIII etap | 27 lipca | Krynica - Zakopane          | 152                     | Wolfgang Fiedler    | Tadeusz Mytnik     |
| IX etap   | 28 lipca | Zakopane - Sucha Beskidzka  | 125                     | Tomas Nistal        | Tadeusz Mytnik     |
| X etap    | 29 lipca | Gorzeń Czarny - Częstochowa | 67,5                    | Wojciech Matusiak   | José Luis Viejo    |

## Końcowa klasyfikacja generalna

### Klasyfikacja indywidualna
| Poz. | Zawodnik             | Kraj      | Zespół              | Czas (średnia km/h)       |
| ---- | -------------------- | --------- | ------------------- | ------------------------- |
| 1.   | José Luis Viejo      | Hiszpania | Hiszpania           | 28h 30' 34" (41,881 km/h) |
| 2.   | Tadeusz Mytnik       | Polska    | Flota Gdynia        | +00' 27"                  |
| 3.   | Stanisław Gazda      | Polska    | Start Bielsko       | +00' 35"                  |
| 4.   | Jerzy Bylicki        | Polska    | LZS Pawlikowiczanka | +00' 39"                  |
| 5.   | Horst Wagner         | NRD       | NRD                 | +01' 12"                  |
| 6.   | Józef Gawliczek      | Polska    | LKS Będzin          | +02' 08"                  |
| 7.   | Jan Brzeźny          | Polska    | Legia Warszawa      | +02' 23"                  |
| 8.   | Jaime Huélamo        | Hiszpania | Hiszpania           | +02' 26"                  |
| 9.   | Tadeusz Mycek        | Polska    | LZS Tarnobrzeg      | +03' 53"                  |
| 10.  | Zbigniew Krzeszowiec | Polska    | Piast Gliwice       | +04' 57"                  |

### Klasyfikacja drużynowa
Klasyfikacji drużynowej nie przeprowadzono.

### Klasyfikacja najaktywniejszych
| 1. | José Luis Viejo      | Hiszpania | 57 pkt |
| 2. | Stanisław Gazda      | Polska    | 50 pkt |
| 3. | Wolfgang Fiedler     | NRD       | 44 pkt |
| 4. | Tomas Nistal         | Hiszpania | 42 pkt |
| 5. | Zbigniew Krzeszowiec | Polska    | 33 pkt |

### Klasyfikacja górska
| 1. | José Luis Viejo     | Hiszpania | 23 pkt |
| 2. | Józef Gawliczek     | Polska    | 42 pkt |
| 3. | Stanisław Szreder   | Polska    | 40 pkt |
| 4. | Longin Nadolny      | Polska    | 28 pkt |
| 5. | Francisco Elorriaga | Hiszpania | 17 pkt |

### Klasyfikacja na najlepszego kolarza do lat 22
| 1. | Jerzy Bylicki        | Polska |
| 2. | Jan Brzeźny          | Polska |
| 3. | Tadeusz Mycek        | Polska |
| 4. | Stanisław Szreder    | Polska |
| 5. | Florian Andrzejewski | Polska |